# Двигатель Nissan VG
Nissan VG — серия v-образных шестицилиндровых бензиновых двигателей внутреннего сгорания, разработанных и производившихся компанией Nissan с 1983 по 2004 год.

## Описание
Разработка двигателя Nissan VG началась в 1979 году. По сути, VG — первый двигатель японского производства с чугунным блоком цилиндров и алюминиевой головкой блока цилиндров в конфигурации 60° объёмом 2,0—3,3 литра.
Двигатели ранних выпусков оснащались клапанным механизмом SOHC с двумя клапанами на цилиндр, а двигатели поздних выпусков оснащались клапанным механизмом DOHC, четырьмя клапанами на цилиндр, изменённым блоком цилиндров и системой изменяемых фах газораспределения. Это обеспечивает более плавный холостой ход и больший крутящий момент на низких и средних оборотах двигателя.
Впервые двигатель Nissan VG был представлен в 1983 году на Nissan Gloria и Nissan Cedric, затем в 1984 году двигатель был представлен в США и на других рынках на Nissan 300ZX.
В 1994 году был представлен преемник Nissan VQ; следовательно, началась замена моторной гаммы во многих автомобилях Nissan. С 2002 года двигатель Nissan VG устанавливался на автомобили Nissan Frontier и Nissan Xterra.
В 2004 году двигатель Nissan VG был снят с производства.

## VG20E

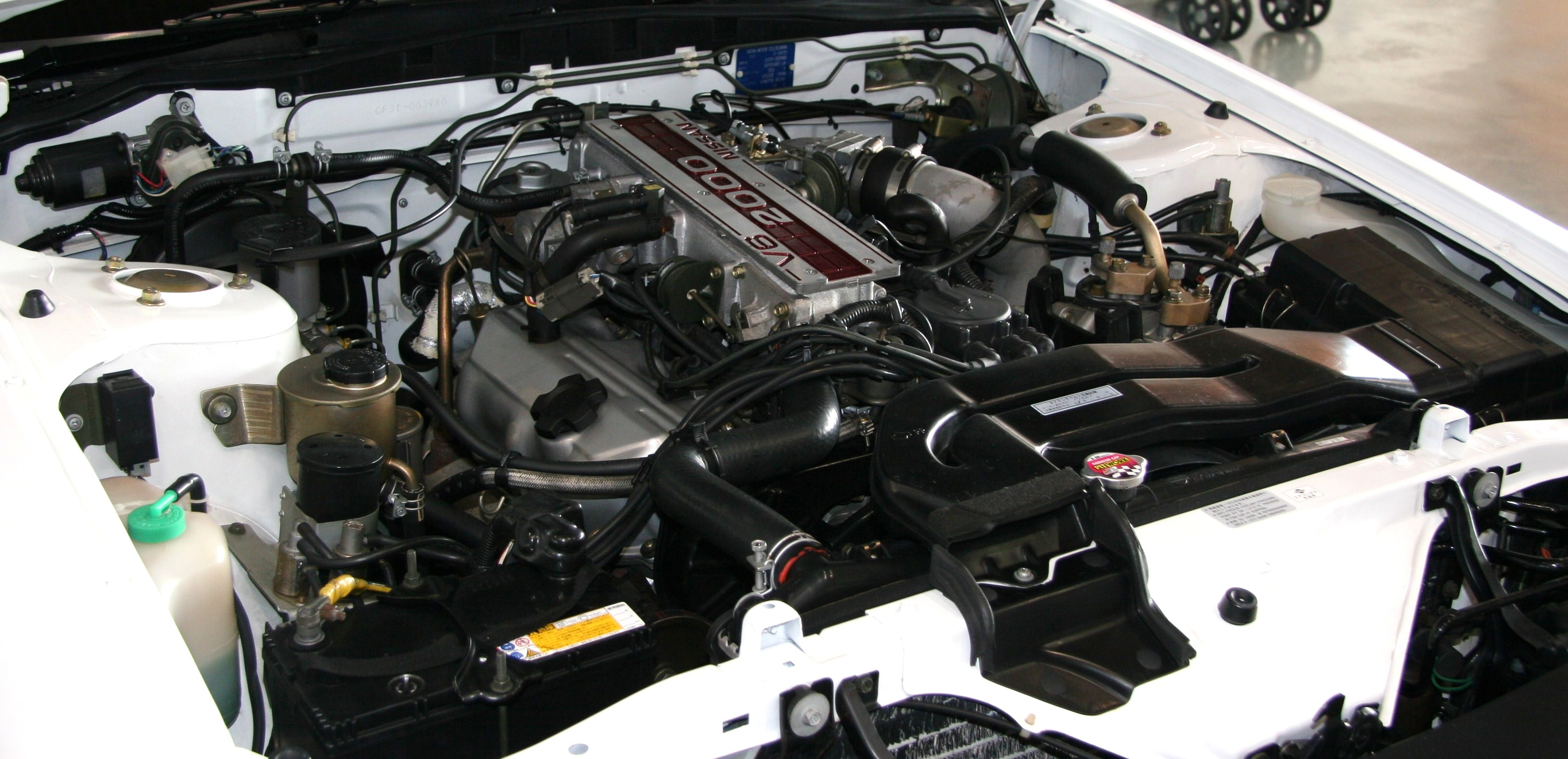
VG20E на Nissan Leopard

VG20E является 2,0-литровым (1998 см3) двигателем с клапанным механизмом DOHC. Впервые был представлен в 1984 году.
Его мощность варьировалась от 85 до 92 кВт (113—123 л. с.). Ранее была заявлена мощность 96 кВт (128 л. с.).

### Устанавливался на
- 1983—1987 Nissan Gloria/Nissan Cedric Y30
- 1987—1999 Nissan Gloria/Nissan Cedric Wagon/Van Y30
- 1986—1988 Nissan Bluebird Maxima U11
- 1986—1992 Nissan Leopard F31
- 1987—2002 Nissan Gloria/Nissan Cedric Y31
- 1991—1995 Nissan Gloria/Nissan Cedric Y32
- 1996—2002 Nissan Gloria/Nissan Cedric Y33
- 1997—1999 Nissan Leopard JY33
- 2000—2004 Hongqi Century Star (на базе Hongqi CA7180 и Audi 100 7202)

## VG20ET
VG20ET выпускался на базе VG20E, но в то же время оснащался турбонаддувом. Его мощность составляла 127 кВт (170 л. с.).
В основном, двигатель устанавливался на Nissan Leopard в комплектациях XS и XS-II Grand Selection. На некоторые модификации устанавливался интеркулер, который увеличивал мощность двигателя до 114 кВт (155 л. с.).
При максимальном расходе топлива открывалась заслонка под углом 27°. Диаметр цилиндра и ход поршня составляют 78 мм × 69,7 мм.

### Устанавливался на
- 1984—1989 Nissan 200Z (Z31)
- 1984—1989 Nissan 200ZG (Z31)
- 1984—1989 Nissan 200ZS (Z31)
- 1984—1989 Nissan Laurel Medallist (C32)[9]
- 1986—1988 Nissan Leopard (F31)
- 1984—1990 Nissan Bluebird (PU11)

## VG20DET
VG20DET является 2,0-литровым (1998 см3) двигателем c керамическим турбонаддувом и интеркулером. Его диаметр цилиндра и ход поршня составляют 78 мм × 69,7 мм, мощность — 154 кВт (207 л. с.).

### Устанавливался на
- 1987—1999 Nissan Gloria/Nissan Cedric (Y31)[11]
- 08.1988—06.1992 Nissan Leopard (F31)

## VG20P
VG20P является газомоторным вариантом VG20. Его мощность составляет 73 кВт (98 л. с.) при 5600 об/мин, а крутящий момент — 149 Н⋅м при 2400 об/мин. Двигатели поздних выпусков развивали мощность 77 кВт (104 л. с.) при 6000 об/мин и крутящий момент 152 Н⋅м при 2400 об/мин.

### Устанавливался на
- 1987—2004 Nissan Cedric Y31

## VG30S
VG30S является 3,0-литровым (2960 см3) двенадцатиклапанным карбюраторным двигателем мощностью 109 кВт (146 л. с.) при 4800 об/мин и крутящим моментом 234 Н⋅м при 3600 об/мин. Двигатель устанавливался на автомобили Nissan на Ближнем Востоке и в Африке.

### Устанавливался на
- Nissan Cedric Y31
- Nissan Laurel C32

## VG30i
VG30i является 3,0-литровым (2960 см3) инжекторным двигателем с дроссельной заслонкой, который выпускался с 1986 по 1989 год. У него длинный кривошипный патрубок, датчик температуры головки блока цилиндров, расположенный за крышкой ремня ГРМ, и датчик детонации во впадине цилиндра (только на моделях California). Он развивает мощность 103 кВт (138 л. с.) при 4800 об/мин и крутящий момент 226 Н⋅м при 2800 об/мин.

### Устанавливался на
- 1986—1989 D21 Hardbody Truck
- 1986—1989 Nissan Pathfinder/Nissan Terrano[22]

## VG30E

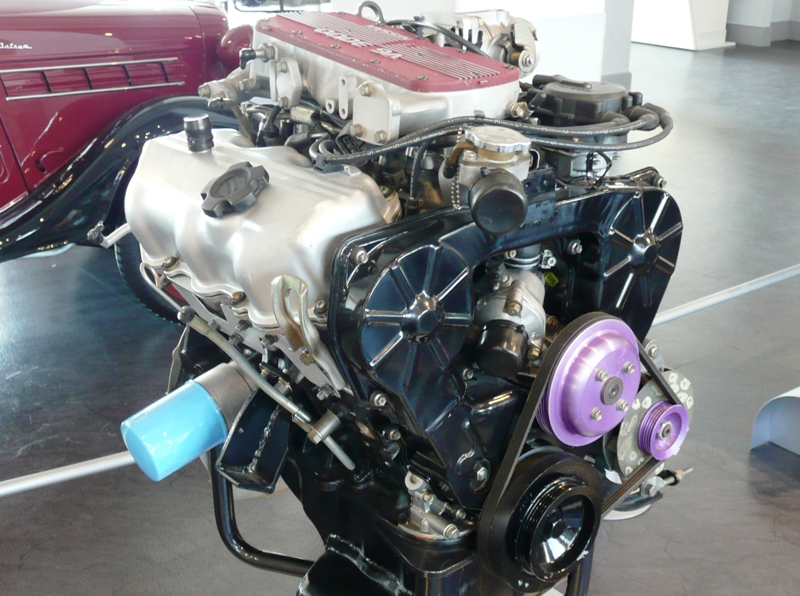
VG30E

VG30E является 3,0-литровым (2960 см3) двигателем мощностью 114 кВт (153 л. с.) и крутящим моментом 247 Н⋅м. Диаметр цилиндра и ход поршня составляют 87 мм × 83 мм. На 300ZX двигатель развивал мощность 119 кВт (160 л. с.) и крутящий момент 235 Н⋅м. В апреле 1987 года была выпущена версия W с мощностью, увеличенной на 5 л. с., но неизменным крутящим моментом. С 1989 года на Nissan Maxima двигатель развивал мощность 119 кВт (160 л. с.), но в то же время оснащался переменным впускным клапаном, повышающим крутящий момент до 247 Н⋅м при 3200 об/мин.

### Устанавливался на
- 1984—1989 Nissan 300ZX (мощность 119/123 кВт (160/165 л. с.); степень сжатия 9,0:1)
- 1984—1989 Nissan Laurel
- 1985—1994 Nissan Maxima 119 кВт (160 л. с.)
- 1987—1988 Nissan 200SX SE
- 1988—1996 Nissan Homy/Caravan E24
- 1990—1992 Infiniti M30/Nissan Leopard
- 1990—1995 D21 Hardbody Truck
- 1990—1996 Nissan Pathfinder/Nissan Terrano[28]
- 1992—1999 Nissan Gloria/Nissan Cedric (мощность 133 кВт (179 л. с.))
- 1993—1998 Nissan Quest/Mercury Villager (модифицирован)
- 2003—2004 Derways Cowboy

## VG30ET

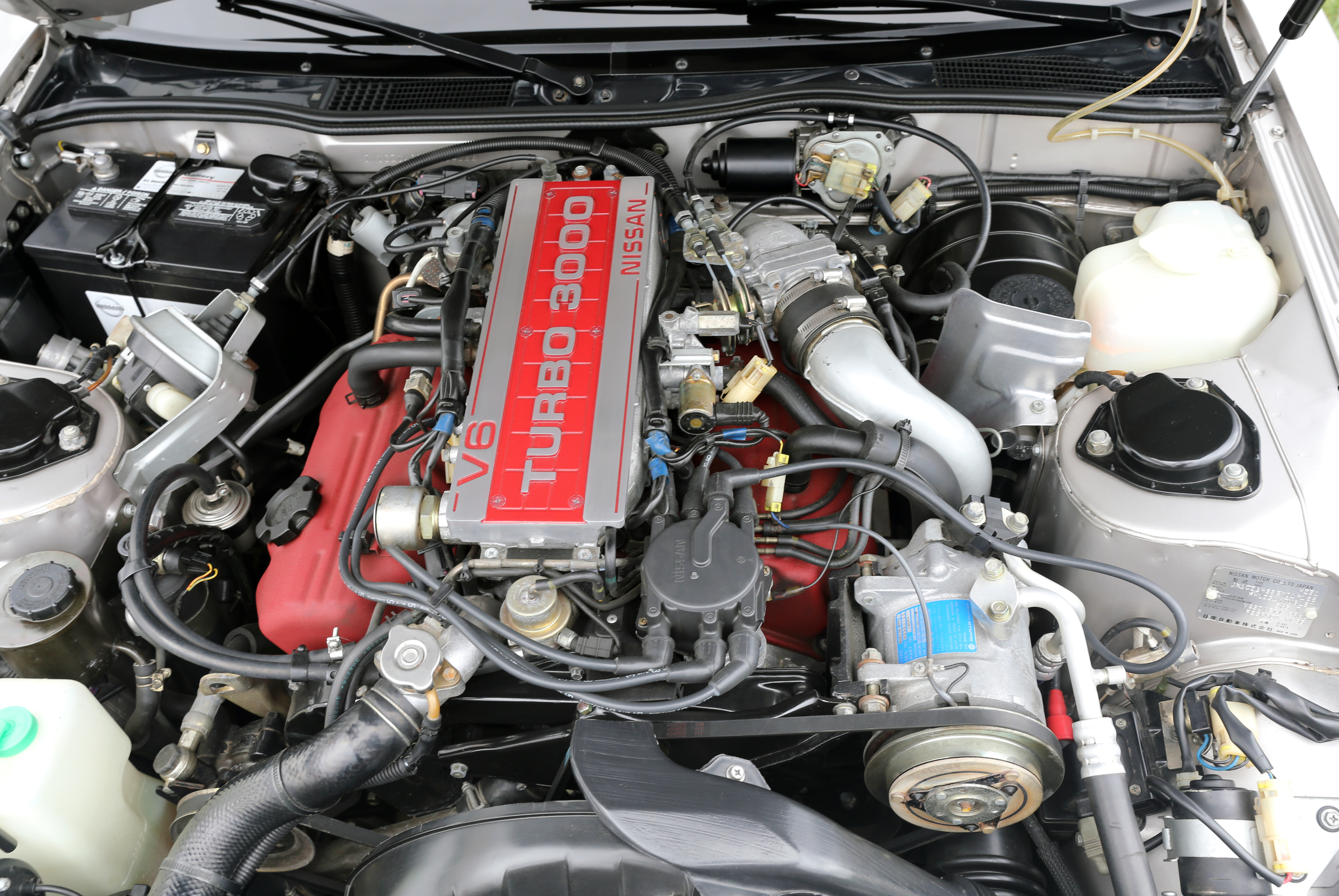
VG30ET на 300ZX (Z31) (1984)

VG30ET является 3,0-литровым (2960 см3) двигателем с одним турбонаддувом Garrett T3 и степенью сжатия 7,8:1. Версии USDM и JDM развивали мощность 147 кВт (197 л. с.) и крутящий момент 308 Н⋅м. Европейские версии выдавали мощность 151 кВт (202 л. с.) и крутящий момент 342 Н⋅м. В 1988 году степень сжатия была увеличена до 8,3:1. Двигатель стал оснащаться турбонаддувом Garrett T25. На автомобиле Nissan GTP ZX-Turbo двигатель развивал мощность более 551 кВт (739 л. с.) при 8000 об/мин и крутящий момент более 686 Н⋅м при 5500 об/мин.

### Устанавливался на
- 1984—1989 Nissan 300ZX Turbo (Z31)
- Nissan Leopard
- Nissan Gloria/Nissan Cedric (мощность 169 кВт (230 л. с.)
- 1985—1990 Nissan GTP ZX-Turbo Racecar (серийно не выпускался)
- 1986 Nissan R86V Racecar (серийно не выпускался)

## VG30DE

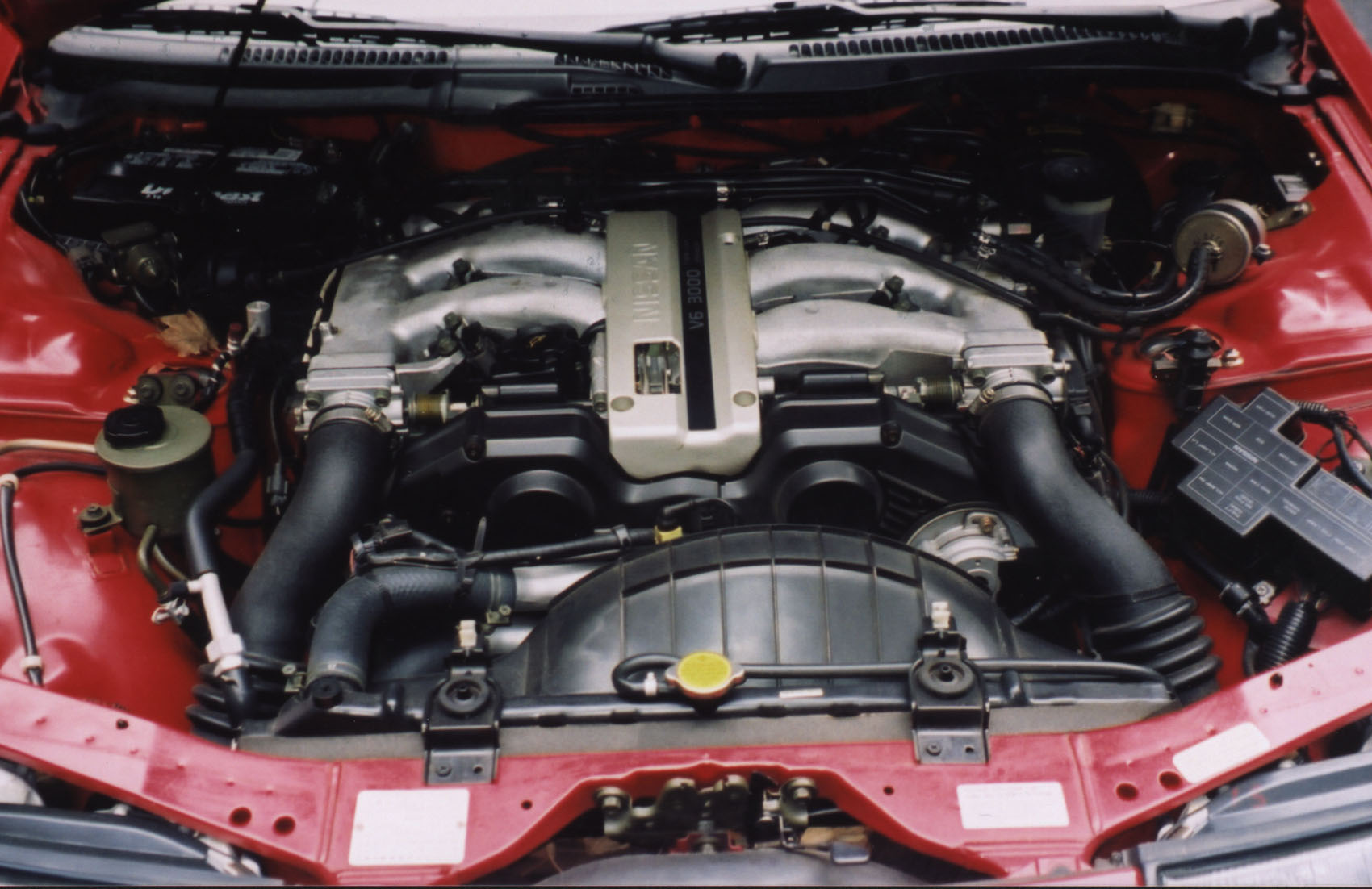
VG30DE

VG30DE является первым 24-клапанным двигателем с клапанным механизмом DOHC. Его объём составлял 3,0 л (2960 см3), мощность варьировалась от 142 до 166 кВт (190—222 л. с.), а крутящий момент — 268 Н⋅м. Диаметр цилиндра и ход поршня составляют 87 × 83 мм.

### Устанавливался на
| Годы производства | Модель                              | Мощность                        |
| ----------------- | ----------------------------------- | ------------------------------- |
| 1985              | Nissan MID4                         | Концепт (серийно не выпускался) |
| 1986—1989         | Nissan 300ZX Z31 (300ZR)            | 142 кВт (190 л. с.)             |
| 1990—1997         | Nissan 300ZX Z32                    | 166 кВт (222 л. с.)             |
| 1989—2000         | Nissan Fairlady Z Z32               | 166 кВт (222 л. с.)             |
| 1986—1992         | Nissan Leopard F31                  | 142 кВт (190 л. с.)             |
| 1992—1998         | Infiniti J30/Nissan Leopard J Ferie | 157 кВт (210 л. с.)             |
| 1992—1995         | Nissan Gloria и Cedric              | 142 кВт (190 л. с.)             |
| 1989—1991         | Nissan Cima                         | 142 кВт (190 л. с.)             |

## VG30DET
VG30DET являлся 3,0-литровым (2960 см3) 24-клапанным (DOHC) двигателем с системой VTC и четырёхтактным турбонаддувом Garrett T3. Мощность варьируется до 188 кВт (252 л. с.), а крутящий момент — 320 Н⋅м.
Двигатель выпускался с 1987 по 1995 год и устанавливался на модели Cedric, Gloria, Cima и Leopard. Являлся предшественником VG30DETT.

### Устанавливался на
- Nissan Cedric Y32 (1991—1994)[35]
- Nissan Gloria
- Nissan Cima FY31, FY32 (1988—1995)[36]
- Nissan Leopard
- Autech Zagato Stelvio (на базе F31 Leopard) мощностью 280 л. с. при 6000 об/мин

## VG30DETT

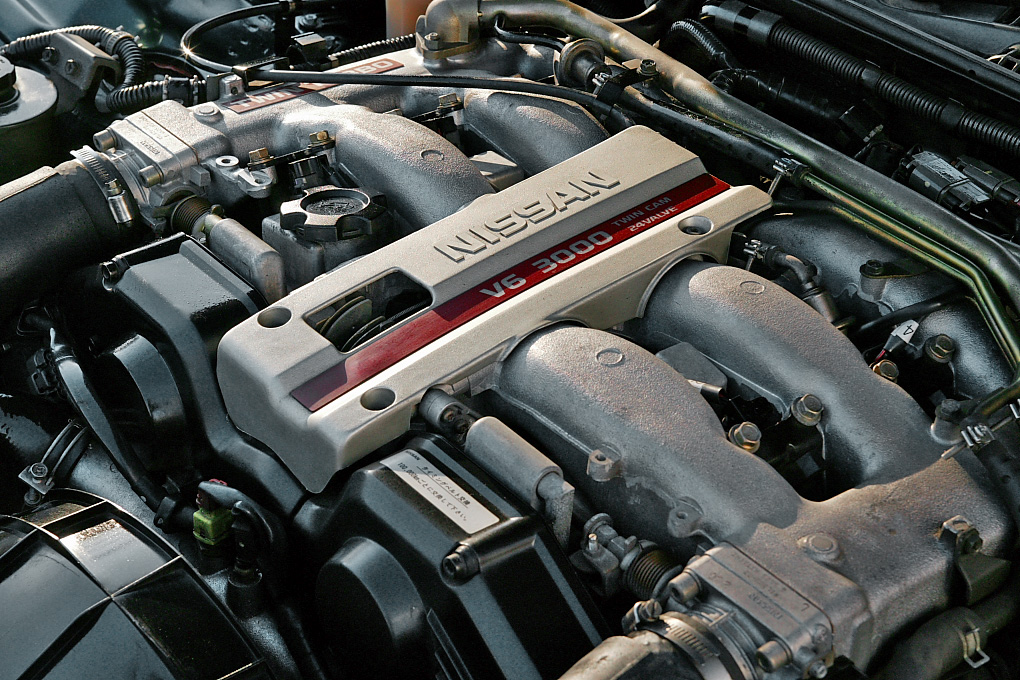
VG30DETT

VG30DETT является двигателем с чугунным блоком цилиндров и алюминиевой головкой блока цилиндров. Его объём составляет 3,0 л (2960 см3), мощность — 243 кВт (325 л. с.), а масса — 237 кг.
Гибридный вариант T22 / TB02 с двойным турбонаддувом оснащался системой управления газораспределением. В паре с пятиступенчатой механической трансмиссией двигатель развивает мощность 224 кВт (300 л. с.) при 6400 об/мин и крутящий момент 384 Н⋅м, а в паре с четырёхступенчатой автоматической трансмиссией двигатель развивает мощность 209 кВт (280 л. с.) и тот же крутящий момент.
На внутреннем рынке Японии заявленная мощность составляла 206 кВт (276 л. с.).

### Устанавливался на
- 1987 Nissan MID4-II Concept (серийно не выпускался)
- 1989—2000 Nissan 300ZX (США)/Fairlady Z32 (Япония)
- 1990—1993 Nissan NPT-90/NPT-91 (серийно не выпускались)

## VG33E
VG33E является 3,3-литровым (3275 см3) двигателем с чугунным блоком цилиндров, алюминиевой головкой блока цилиндров и клапанным механизмом SOHC. Он выпускался с 1996 по 2004 год.
Двигатель имеет последовательный впрыск топлива, два клапана на цилиндр с саморегулирующимися гидравлическими толкателями, шатуны из кованой стали, цельные литые распределительные валы и нижний впускной коллектор из литого алюминия с верхней камерой сгорания из литого алюминия или пластика/композита.
Диаметр цилиндра и ход поршня составляют 91,5 × 83 мм, а степень сжатия — 8,9:1. Мощность варьируется от 127 до 134 кВт (170—180 л. с.) при 4800 об/мин, а крутящий момент — 274 Н⋅м при 2800 об/мин.
VG33E выпускался в Смирне, штат Теннесси, и устанавливался на внедорожники, пикапы и минивэны. В настоящее время двигатель выпускается в Китае.

### Устанавливался на
- 1996—2000 Nissan Pathfinder[44]
- 1996—2004 Nissan Pathfinder (Австралия)
- 2003—2004 Nissan Navara (Австралия)
- 1997—2000 Infiniti QX4
- 1999—2004 Nissan Frontier
- 2000—2004 Nissan Xterra
- 1997—2002 Nissan Elgrand
- 1999—2002 Nissan Quest/Mercury Villager
- 1999—2004 Nissan Paladin

## VG33ER
VG33ER является версией VG33 с нагнетателем, который выпускался только в Северной Америке. Его мощность составляет 157 кВт (210 л. с.) при 4800 об/мин, а крутящий момент — 334 Н⋅м при 2800 об/мин.

### Устанавливался на
- 2001—2004 Nissan Frontier SC[48]
- 2002—2004 Nissan Xterra SC